# وكالة فيرمونت للخدمات الإنسانية
وكالة فيرمونت للخدمات الإنسانية هي وكالة تنفيذية تنشط في مجال الخدمات الإنسانية والغرض من ذلك هو تطوير السياسة لخدمة الإنسان في الولايات المتحدة وبالأخص في ولاية فيرمونت.
تم إنشاء وكالة فيرمونت للخدمات الإنسانية من قبل البرلمان التشريعي لفيرمونت عام 1969 وذلك بهدف تقريب المواطنين من حكومة الولاية ومساعدتهم في كل ما يتعلق بالخدمات البشرية. في الوقت الحالي يقود الوكالة أمين الذي عام يعينه الحاكم وذلك بموافقة مجلس الشيوخ، كما يعين نائب الأمين الذي يعينه الأمين بموافقة المحافظ.

## الإدارات
لدى وكالة فيرمونت للخدمات الإنسانية مجموعة من الإدارات وهي على الشكل التالي:
- مكتب الأمين
- قسم للأطفال والأسر
- إدارة السجون
- قسم الإعاقة والشيخوخة ثم العيش المستقل
- وزارة الصحة
- قسم الصحة النفسية
- قسم فيرمونت للوصول إلى الصحة